# Punk-O-Rama Vol. 4
Punk-O-Rama 4: Straight Outta the Pit è il quarto album della serie omonima. È l'unico numero ad avere un sottotitolo.
Tutte le tracce sono state già precedentemente pubblicate, ad eccezione della prima, Fight It dei Pennywise.
È la prima pubblicazione della serie a comprendere gruppi sotto contratto con l'etichetta svedese Burning Heart Records, il cui materiale è distribuito in Nord America dalla Epitaph Records.

## Tracce
1. Fight It – Pennywise – 2:15
2. Second Best – Pulley – 1:49
3. Faster Than the World – H2O – 2:17
4. 1998 – Rancid – 2:46
5. The Will the Message – Bombshell Rocks – 2:37
6. Hopeless Romantic – The Bouncing Souls – 2:07
7. The Getaway – Ten Foot Pole – 3:41
8. Think the World – ALL – 1:21
9. Snap Decision (At Rope's End) – New Bomb Turks – 2:23
10. Generator – Bad Religion – 3:19
11. I Will Deny – Dwarves – 1:39
12. Let's Do This – Straight Faced – 1:23
13. It's My Life – Agnostic Front – 2:29
14. Weakend Revolution – 59 Times the Pain – 2:19
15. Summerholiday Vs. Punkroutine – Refused – 4:02
16. They Always Come Back – Voodoo Glow Skulls – 3:23
17. Twisted – Zeke – 1:56
18. Don't Panic – Gas Huffer – 1:46
19. Big in Japan – Tom Waits – 4:04
20. Someone to Love – Jack Grisham – 2:52
21. A Life's Story – Union 13 – 2:09
22. Picture This – 98 Mute – 2:05
23. Lucky – Osker – 2:14
24. Mr. Clean – Millencolin – 2:39
25. Kids of the K-Hole – NOFX – 4:49